# Sigma Scorpii
Sigma Scorpii (Alniyat, Al Niyat, 20 Scorpii) é uma estrela na direção da constelação de Scorpius. Possui uma ascensão reta de 16h 21m 11.32s e uma declinação de −25° 35′ 33.9″. Sua magnitude aparente é igual a 2.90. Considerando sua distância de 734 anos-luz em relação à Terra, sua magnitude absoluta é igual a −3.86. Pertence à classe espectral B1III. É uma estrela variável β Cephei.